# إدموندو برانكو
إدموندو برانكو (بالبرتغالية: Edmundo Castello Branco‏) هو مجدف برازيلي، (ولد في ريو دي جانيرو في البرازيل 1900  م).

## وصلات خارجية
- إدموندو برانكو على موقع الاتحاد الدولي للتجديف (الإنجليزية)
- إدموندو برانكو على موقع أوليمبيديا (الإنجليزية)